# 联邦海关和邮局大楼 (圣路易斯)
联邦海关和邮局大楼（United States Custom House and Post Office）是美国密苏里州圣路易斯的一座联邦办公建筑。

## 历史
这是一座巨大的三层花岗岩大厦，位于8街和橄榄街路口，主要立面位于南侧的橄榄街，由建筑师 Alfred B. Mullett等人设计，建于1873年至1884年，采用了内战后时髦的第二帝国建筑风格 Mullett在波士顿、辛辛那提、纽约市和费城设计的第二帝国风格建筑已被拆除。。建筑长234英尺（71），深179英尺（55）。